# San Ramón Segundo
San Ramón Segundo är en ort i Mexiko.   Den ligger i kommunen Playa Vicente och delstaten Veracruz, i den sydöstra delen av landet, 400 km öster om huvudstaden Mexico City. San Ramón Segundo ligger 133 meter över havet och antalet invånare är 225.
Terrängen runt San Ramón Segundo är platt. Runt San Ramón Segundo är det ganska glesbefolkat, med 24 invånare per kvadratkilometer. Närmaste större samhälle är Playa Vicente, 19,8 km väster om San Ramón Segundo. Omgivningarna runt San Ramón Segundo är en mosaik av jordbruksmark och naturlig växtlighet.